# Brettus
Brettus là một chi nhện trong họ Salticidae.